# Tour de Colombie 1969
Le Tour de Colombie 1969, qui se déroule du 16 avril au 4 mai 1969, est une épreuve cycliste remportée par le Colombien Pablo Enrique Hernández (es). Cette course est composée de 18 étapes.